# تویوتا اف‌جی کروزر

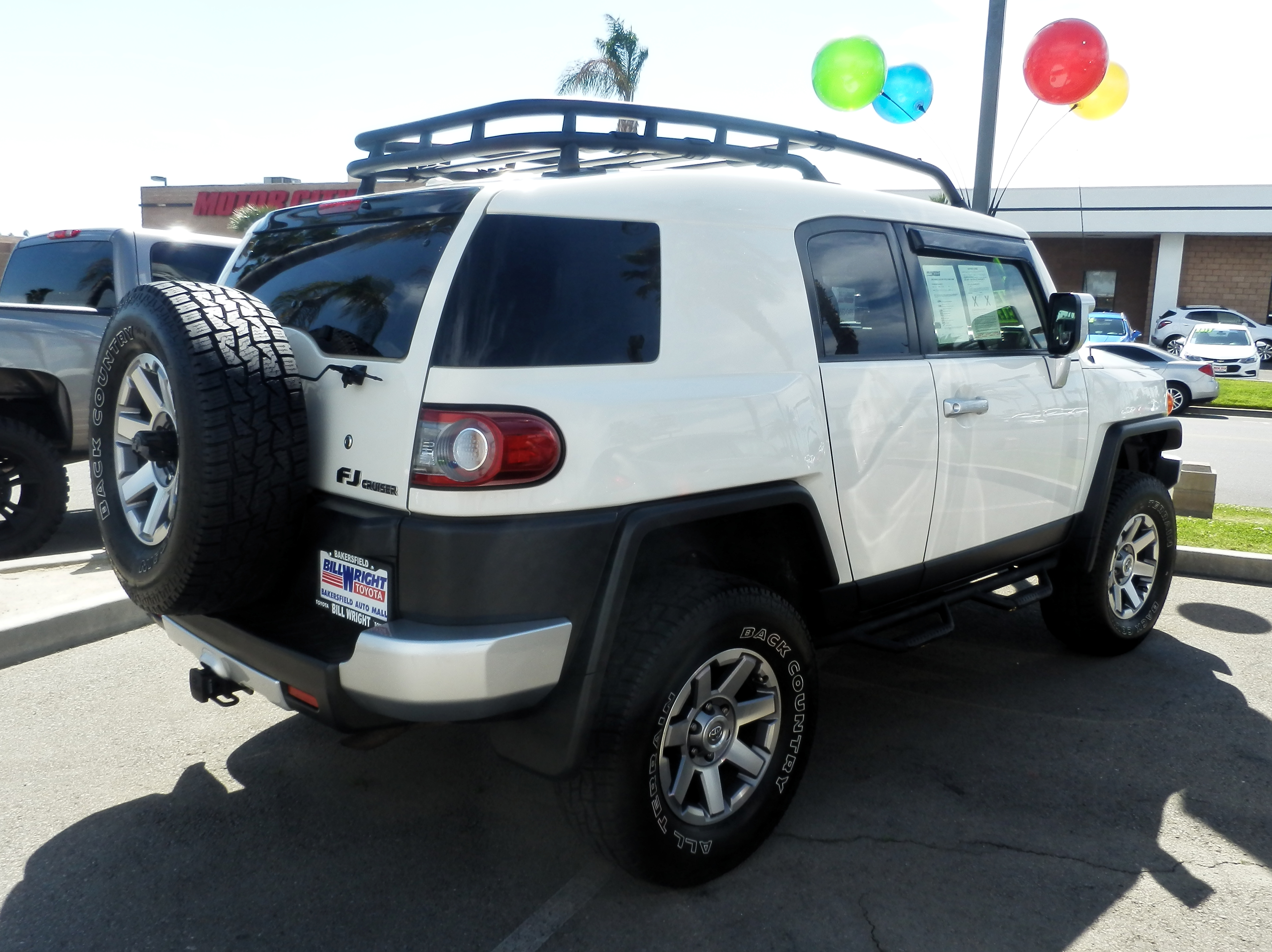

تویوتا اف‌جی کروزر (به انگلیسی: Toyota FJ Cruiser) خودرویی است که از سال ۲۰۰۶ تا ۲۰۱۴ تولید می شد.
این خودرو در کلاس شاسی‌بلند قرار گرفته، طراحی آن موتور جلو، توزیع نیروی پیشران، خودروی چهارچرخ محرک بوده طول آن در حالت طبیعی ۱۸۳٫۹ اینچ (۴٬۶۷۱ میلیمتر)، عرض آن در حالت طبیعی ۷۴٫۶ اینچ (۱٬۸۹۵ میلیمتر) و ارتفاع آن در حالت طبیعی ۷۱٫۳ اینچ (۱٬۸۱۱ میلیمتر) و وزن آن در حالت طبیعی ۴٬۰۵۰ پوند (۱٬۸۴۰ کیلوگرم) است. سیستم جعبه‌دندهٔ آن ۵ دنده به دو صورت خودکار و دستی است.
این خودرو در واقع جانشین تویوتا اف‌جی ۴۰ است که سال‌ها تولید می‌شد و حتی در جنگ ایران و عراق از آن استفاده می‌شد.
رقیب این خودرو جیپ رانگلر و نیسان اکسترا است.
| نام:                       | اف جی کروزر ملقب به هامر |
| نام انگلیسی:               | FJ Cruiser               |
| کارخانه مونتاژ کننده:      | Toyota                   |
| مشخصات کلی                 |                          |
| موتور استاندارد:           | ۴٫۰                      |
| حجم موتور:                 | ۳۹۵۶                     |
| حداکثر قدرت:               | ۲۶۰@۵۶۰۰                 |
| جعبه دنده:                 | ۵ دنده اتوماتیک          |
| حداکثر سرعت:               | ۱۷۷                      |
| شتاب ۰ تا ۱۰۰:             | ۷٫۲                      |
| مشخصات فنی                 |                          |
| تعداد سیلندر:              | ۶                        |
| تعداد سوپاپ:               | ۲۴                       |
| نسبت سوپاپ به سیلندر:      | ۴                        |
| حداکثر گشتاور:             | ۳۶۷@۴۴۰۰                 |
| نسبت تراکم:                | ۱۰٫۴:۱                   |
| میزان مصرف بنزین خارج شهر: | ۱۰٫۷ لیتر                |
| میزان مصرف بنزین داخل شهر: | ۱۳٫۸ لیتر                |
| مشخصات خارجی               |                          |
| طول:                       | ۴۶۷۱ میلیمتر             |
| عرض:                       | ۱۹۰۵ میلیمتر             |
| ارتفاع:                    | ۱۸۱۱ میلیمتر             |
| فاصله دو محور:             | ۲۶۹۰ میلیمتر             |
| قطر تایر:                  | ۱۷                       |
| عرض تایر:                  | ۲۶۵                      |
| نسبت ارتفاع به عرض تایر:   | ۱۷                       |
| امکانات                    |                          |
| سیستم ضد قفل ABS:          | ✓                        |
| فرمان هیدرولیک:            | ✓                        |
| کیسه هوا:                  | برای راننده و سرنشین جلو |
| قفل مرکزی:                 | ✓                        |
| سایر مشخصات                |                          |
| حجم مخزن سوخت:             | ۷۰                       |
| وزن در حالت معمول:         | ۱۸۳۷ کیلوگرم             |
| تعداد سرنشین:              | ۵                        |
| توضیحات                    |                          |
| کارخانه سازنده:            | تویوتا «Toyota»          |
| کشور سازنده:               | ژاپن                     |
| شروع تولید:                | ۲۰۰۷                     |
| پایان تولید: ......        |                          |